# Madriu-Claror-Perafitavallei
De Madriu-Claror-Perafitavallei is een vallei en het op een na grootste waterbekken van Andorra. Het gebied heeft een oppervlakte 4247 hectare, waarmee het ongeveer 9% van de totale oppervlakte van de ministaat Andorra beslaat. Het bergachtige gebied omvat vele ijzige landschappen en klippen en bevatte vroeger gletsjers. Daarnaast zijn er nederzettingen waar de inwoners nog steeds leven volgens een traditionele wooncultuur in de bergen.
In 2004 werd de vallei toegevoegd aan de Werelderfgoedlijst. In 2006 werd het beschermde gebied nog verder uitgebreid. Dit omdat de bewoners en de nederzettingen in de vallei een uitzonderlijk voorbeeld zouden zijn van een traditionele levenswijze en interactie met de omgeving. Volgens UNESCO vormt de Madriu-Claror-Parafitavallei een unieke weergave van de manier waarop de bewoners, ondanks de beperkte hoeveelheid aan grondstoffen in staat waren een leefbare cultuur op te bouwen in de Pyreneeën, door een traditioneel, 700 jaar oud, systeem van communale landbewerking.